# 코리아아이티타임스
코리아아이티타임스(Korea IT Times)는 대한민국 서울특별시에서 발행하는 정보산업 영자 신문이다.